# Artilleriekazerne (Delft)
Het Artilleriemagazijn en -kazerne zijn twee bouwwerken aan de paardenmarkt in de plaats Delft, in de Nederlandse provincie Zuid-Holland. Beide objecten zijn erkend als rijksmonument. 

## Kazerne
De voormalige artilleriekazerne werd gebouwd in 1845 en verhoogd in 1863. De kazerne was in militair gebruik tot 1927. Het bouwwerk is gedeeltelijk gesloopt en gerenoveerd (waarbij de voorgevel intact is gebleven). Tegenwoordig in gebruik door een zorginstelling en een kinderopvangorganisatie.

## Magazijn
Het stenen magazijn van de Staten van Holland en West-Friesland dateert uit 1671. De verschillende uitbreidingen dateren uit de 17e tot 19e eeuw. Het toegangshek komt uit de voormalige affuitmakerij aan de Houttuinen (ca. 1790) en werd in 1989 geplaatst.